# Édifice Martin-J.-Légère
Ne doit pas être confondu avec Place d'Acadie.

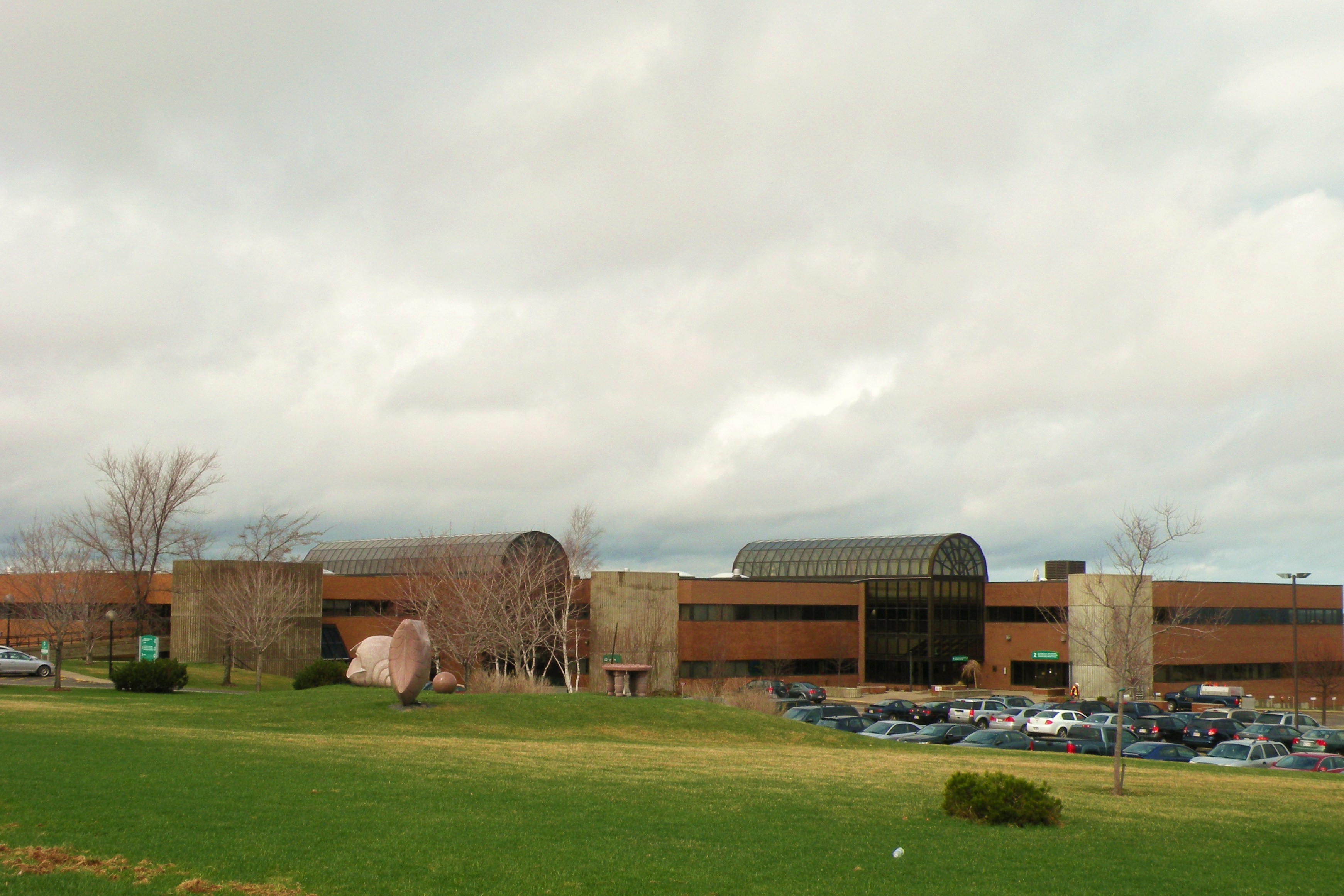

L’édifice Martin-J.-Légère, nommé la Place de l'Acadie avant 2006, est un bâtiment commercial situé à Caraquet, au Nouveau-Brunswick. L'édifice abrite les bureaux d'UNI Coopération financière. L'édifice est situé dans le quartier de la Pointe-Rocheuse, le long du boulevard Saint-Pierre. C'est un édifice en brique comprenant trois parties reliées par des verrières. Une sculpture a été installée en avant.
Les Caisses populaires acadiennes furent à l'origine installées dans un édifice de la place du Vieux Couvent construit en 1870 par la compagnie Fruing pour servir de magasin général. La première caisse populaire de Caraquet y pris place de 1945 à 1955 et la fédération y avait ses bureaux durant ce temps. L’édifice est aujourd’hui occupé par un magasin de souvenirs.
Les nouveaux bureaux furent inaugurés dans la même ville le 15 janvier 1955. 
L'édifice Martin-J.-Légère fut inaugurée le 25 juin 1978. En 1989, l'édifice fut agrandi et une verrière construite entre les deux parties. L'édifice fut à nouveau agrandi en 1997.

## Source
- (fr) Caisses populaires acadiennes - Quelques jalons historiques importants